# Teslin
Teslin je rijeka u Kanadi jedna od većih pritoka Yukona duga 393 km.

## Zemljopisne karakteristike
Teslin izvire iz istoimenog jezera Teslina na obroncima Stjenjaka u Britanskoj Kolumbiji odakle teče do svog ušća u rijeku Yukon kod mjesta Hootalinqua.